# Sandy Cabrera Arteaga
Sandy Cabrera Arteaga   (Hondures, 20 de setembre de 1999) és una activista pels drets de les dones hondurenya.
Escritora i activista feminista, mare soltera d'una nena sorda, Cabrera fa activisme a Hondures en favor dels drets sexuals i reproductius, com ara l'ús de contraceptius postcoitals —es calcula que un 40% dels embarassos al país són no planejats o no desitjats. En aquest camp d'acció, ha format part de l'organització Acción Joven i ha sigut portaveu de la campanya Hablemos lo que es.
Per la seva activitat, la cadena britànica BBC va incloure-la en la llista 100 Women de 2022, amb les dones més inspiradores i influents del món en aquell any. Es convertia així en la primera dona de nacionalitat hondurenya en aparèixer en aquest llistat, que celebrava la 10a edició.